# Populus trichocarpa
Populus trichocarpa és una espècie d'arbre magnoliofití caducifoli natiu de l'oest de Nord-amèrica. La seva fusta s'utilitza a la construcció, i és un destacat organisme model en botànica. Es tracta de la primera espècie d'arbre de la qual s'ha seqüenciat el seu genoma complet, que va ser publicat el 2006.

## Descripció
És tracta d'un arbre alt, que pot créixer entre els 30 i els 50 metres i tenir un tronc amb un diàmetre de més de dos metres, el qual en fa l'arbre de pollancre més gran de Nord-amèrica. Normalment és de vida relativament curta, tot i que alguns arbres poden viure fins als 400 anys. Un exemplar del Parc Estatal de la Missió Willamette, prop de Salem, té el rècord americà i mundial. A l'últim amidament l'any de 2008, aquest exemplar feia 47 metres d'alt i 8,8 metres de perímetre del tronc.
L'escorça és grisa i està coberta de lenticel·les, que esdevenen amples i profundament fissurades en els arbres vells. L'escorça pot arribar a ser prou dura com fer saltar espurnes quan es talla amb una serra de cadena. El tronc és gris a les parts més velles i marró clar a les més joves. La capçada és generalment més o menys cònica i bastant densa. En els grans arbres les branques inferiors s'inclinen cap avall. Els brots són comuns. La fusta té una coloració lleugera i una fibra recta.
Les fulles fan entre 7 i 20 cm de llarg amb una banda brillant de color verd fosc a la part superior i de color gris-verd clar a la part inferior. Les fulles més grans poden arribar fins als 30 cm de llarg. Es poden produir brots a la soca que esdevenen arbres joves i molt vigorosos. Les fulles són alternes, el·líptiques, amb un marge fistonat i una punta aguda, i nervadura reticulada. El pecíol és de color vermellós i les gemes són còniques, llargues, estretes i enganxoses, amb una forta aroma de bàlsam a la primavera quan s'obren.
Aquesta espècie té un sistema d'arrels extens i agressiu, que pot envair i danyar els sistemes de drenatge. De vegades les arrels poden fins i tot fer malbé els fonaments dels edificis per la dessecació del sòl.

## Reproducció
Floració i fructificació

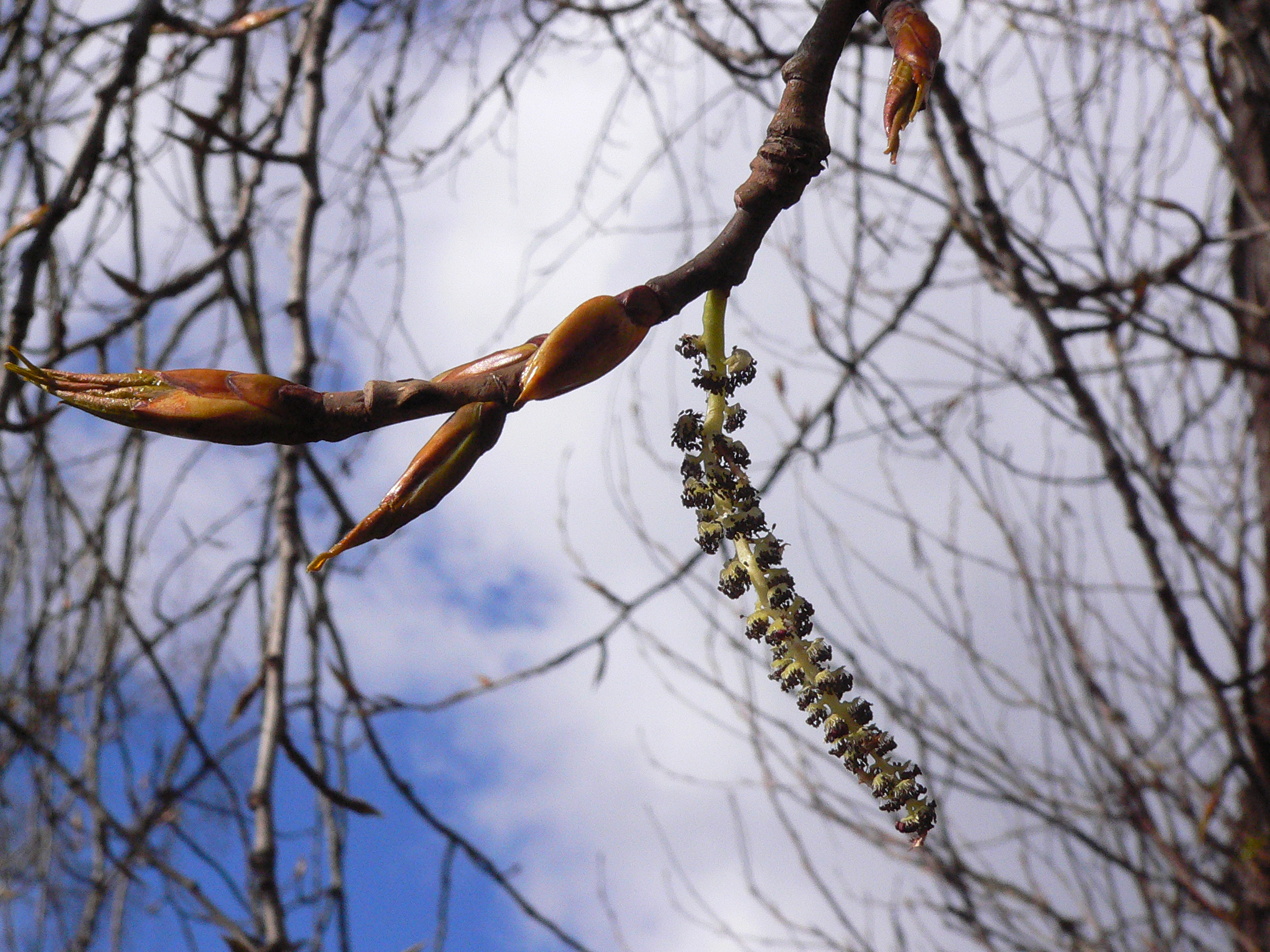
Ament masculí (productor de pol·len) i brots de fulles (22 de març) Sherwood, Oregon, USA

Populus trichocarpa és generalment dioèci: el aments masculins i femenins es troben en arbres separats. L'espècie assoleix la floració aproximadament als deu anys. Les flors poden aparèixer des de principis de març fins a finals de maig a Washington i Oregon, i de vegades a fins a mitjans de juny al nord i a l'interior de la Colúmbia Britànica, Idaho i Montana. Els aments estaminals contenen de 30 a 60 estams allargats de 2 o 3 cm, i són caducs, mentre que els aments pistil·lats són madurs entre el 8 i els 20 cm de llarg amb primordis seminals, que contenen 3 fruits d'entre 5 i 8 mm de llarg. Cada càpsula moltes llavors amb pèls llargs i blancs cotonosos.
Producció i difusió de llavors
La llavor madura i es difon entre maig i juny a Oregon i Washington. A Idaho i Montana, sovint no es difon fins a mitjan juliol. En general la producció anual de llavors és abundant. Unida al seu cotó, la llavor és lleuger i pot ser transportada llargues distàncies pel vent i l'aigua. Encara altament viable, la longevitat de la llavor en condicions naturals pot ser tan curta, d'entre dues setmanes i un mes. Això es pot augmentar amb l'emmagatzematge en fred.
Desenvolupament de plàntules

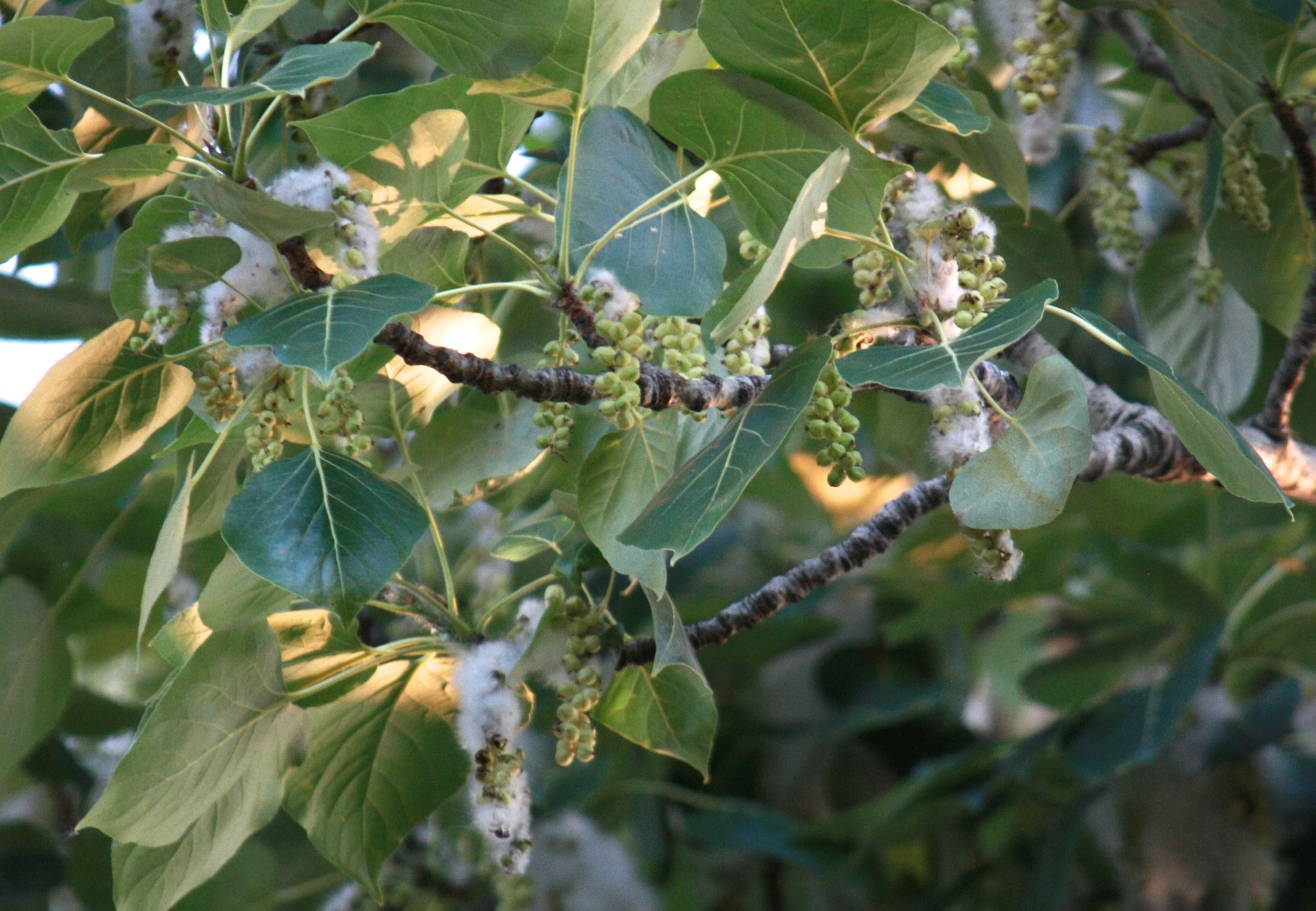
Les llavors i la pelussa (1 de juliol de 2012) Boise, Idaho, USA

Els planters humits són essencials per a una alta germinació. La supervivència de les plàntules depèn de condicions favorables de forma contínua durant el primer mes. Les terres de fons humit dels rius i rierols principals solen proporcionar aquestes condicions, en particular quan el sòl nu ha estat exposat o sòl nou s'hi diposita. La germinació és epigea (per sobre del sòl). Les plàntules no solen establir-se en abundància després de la tala, a menys que es prenguin mesures especials per preparar la terra humida i nua necessària per a la creació inicial. Allà on les plantes s'estableixin en gran nombre, les plantes més febles desapareixen de manera natural als cinc anys, a causa de la intolerància d'aquesta espècie a l'ombra.
Reproducció vegetativa
A causa dels seus alts nivells d'hormones d'arrelament, brota fàcilment. Després de les operacions de tala, de vegades es regenera naturalment a partir de l'arrelament de fragments parcialment enterrats de branques o de soques. També es produeix el rebrot a partir d'arrels. L'espècie també té la capacitat de produir brots a partir de l'abscisió de fulles verdes. Aquests brots cauen a terra i poden arrelar on cauen o es poden dispersar transportats per l'aigua. En algunes situacions, la abscisió pot ser un mitjà de colonitzar bancs de sorra.

## Distribució
| Un espècimen gran a Diamond Ridge, Alaska |  | Un espècimen gran a Diamond Ridge, Alaska          |
| Un espècimen gran a Diamond Ridge, Alaska |  | Una visió propera de l'escorça a la base del tronc |

L'àrea de distribució d'aquesta espècie cobreix grans zones de l'oest de Nord-amèrica. S'estén cap al nord-est des de l'illa Kodiak al llarg de la badia de Cook fins a la latitud 62° 30° N., d'allà s'estén cap al sud-est al sud-est d'Alaska i la Colúmbia Britànica fins als boscos de Washington i Oregon, fins a les muntanyes del sud de Califòrnia i el nord de Baixa Califòrnia (lat. 31° N.). També es troba terra endins, generalment al costat occidental de les muntanyes Rocoses, a la Colúmbia Britànica, a l'oest d'Alberta, a l'oest de Montana i al nord d'Idaho. També s'han trobat petites poblacions disperses al sud-est d'Alberta, l'est de Montana, l'oest de Dakota del Nord, l'oest de Wyoming, Utah i Nevada. Creix fins a alçades de 2.100 m.
Populus trichocarpa ha estat una de les introduccions d'arbres amb més èxit a les illes Fèroe, les quals gairebé no tenen arbres. L'espècie va ser importada des d'Alaska a Islàndia el 1944 i des de llavors és un dels arbres més estesos del país.

## Cultiu
També es conrea com a arbre ornamental, valorat pel seu ràpid creixement i el seu fullatge perfumat a la primavera, detectable des de més de cent metres de distància. Les arrels són però invasives, i poden fer malbé els fonaments dels edificis en sòls argilosos contraıbles si es planta pels voltants. Es poden afegir branques a les plantes en tests per a estimular l'arrelament.

## Ús com a espècie model
Populus trichocarpa té diverses qualitats que en fan un bona espècie model per arbres:
- Model de genoma en mida (encara que significativament més gran que l'altra planta model, Arabidopsis thaliana)
- Creixement ràpid (per a un arbre)
- Assoleix la maduresa reproductiva en quatre à sis anys
- Econòmicament important
- Representa un gènere fenotípicament divers

Per aquestes raons l'espècie ha estat molt estudiada. La seqüència del seu genoma va ser publicada el 2006. S'han seqüenciat més de 121 000 marques de seqüència expressada. L'àmplia gamma de temes estudiats mitjançant l'ús de P. trichocarpa inclouen els efectes de l'etilè, la biosíntesi de la lignina, la tolerància a la sequera i la formació de la fusta.

## Usos
La seva fusta és lleuger i encara que no és particularment forta, és forta per al seu pes. El material de fusta té fibres de cel·lulosa curtes i fines que s'utilitzen en la producció de llibres d'alta qualitat i paper de revista. La fusta també és excel·lent per a la producció de fusta contraplacada. Els arbres vius s'utilitzen com a tallavent. Es tracta d'una espècie d'arbre de creixement molt ràpid. A la Gran Bretanya, els arbres de plantacions han arribat als 18 metres d'alçada en onze anys, i als 34 metres en 28 anys. Assoleix una mida acceptable per a la producció de pasta de cel·lulosa entre els deu i quinze anys i per produir fusta als 25 anys. La fusta, les arrels i l'escorça s'utilitzaven com a llenya, per construir canoes, per trenar cordes, construir trampes per peixos, cistelles i estructures. La saba gomosa fins i tot s'utilitzava com a cola o impermeabilitzant.
Hi ha un cert ús medicinal. Les tribus natives americanes del Pacífic nord-oest utilitzaven aquest arbre per una sèrie de propòsits. De vegades es menjaven l'escorça interior, encara que la majoria de vegades l'ús era medicinal o pràctic. A causa del seu contingut en salicina, sovint s'utilitzava per a tractar una sèrie de malalties com són la calvície, la tuberculosi, el reumatisme, i per tractar ferides.
També es produeixen extractes comercials a partir dels seus brots aromàtics per utilitzar-los com a perfum de medecines i cosmètics.

## Genoma

### Característiques
- Mida: 485 milions parells de bases. (genoma humà: 3 bil·lions de parells de bases)
- Proporció d'heterocromatina respecte a la eucromatina: 3:7
- Nombre de cromosomes: 19
- Nombre de gens putatius: 45.555, el nombre més gran de gens mai registrat (estimat al setembre de 2008)
- Mitocondri: 803.000 parells de bases, 52 gens
- Cloroplast: 157.000 parells de bases, 101 gens

### Informació general
La seqüència de P. trichocarpa és la del espècimen femella "Nisqually-1", anomenat així pel riu Nisqually a l'estat de Washington, on es va recollir la mostra. La seqüenciació va tenir lloc al Joint Genome Institute utilitzant el mètode Shotgun. La profunditat de la seqüenciació a ver aproximadament de 7.5 x (el que vol dir que cada parell de bases es va seqüenciar una mitjana de 7,5 cops). L'anotació del genoma la van dur a terme principalment el Joint Genome Institute, l'Oak Ridge National Laboratory, l'Umeå Plant Science Centre i el Genome Canada.
Abans de la publicació del genoma de P. trichocarpa els únics genomes de plantes disponibles eren els de Arabidopsis thaliana i l'arròs, ambdues plantes herbàcies. P. trichocarpa és el primer genoma d'arbre en ser seqüenciat. Tenint en compte la importància econòmica de la fusta i els seus derivats, era necessari disposar del genoma d'un arbre. La seqüència també permet fer comparacions evolutives i l'elucidació de les diferències entre les molècules bàsiques de arbres i plantes herbàcies.
Doty et alii van trobar les primeres proves directes de fixació de N²(nitrogen) a la natura, en un exemplar de P. trichocarpa (un arbre no lleguminós).

### Mosaïcisme somàtic
L'anàlisi de tot el genoma d'11 grups d'arbre d'aquesta espècie revelen diferències genètiques significatives entre les arrels i les fulles i les branques d'un mateix arbre. La variació dins d'una espècimen és com la que es troba entre arbres no relacionats. Aquests resultats podrien ser importants per resoldre el debat de biologia evolutiva pel que fa a la mutació somàtica (aquest evolució pot tenir lloc dins d'un mateix individu i no només dintre de les poblacions), amb una diversitat d'implicacions.

## Etimologia
''Trichocarpa'' prové del grec i vol dir «fruits amb pèl». Els següents noms científics són considerats actualment sinònims de Populus trichocarpa:
| - P. balsamifera subsp. trichocarpa - P. balsamifera var. californica - P. hastata | - P. trichocarpa subsp. hastata - P. trichocarpa var. hastata | - P. trichocarpa var. cupulata - P. trichocarpa var. ingrata |